# Sarah Garner
Sarah Garner (ur. 21 maja 1971) – amerykańska wioślarka. Brązowa medalistka olimpijska z Sydney.
Zawody w 2000 były jej jedynymi igrzyskami olimpijskimi. Po medal sięgnęła w dwójce podwójnej wagi lekkiej, partnerowała jej Christine Collins. W 1998 zdobyła złoty medal mistrzostw świata w tej konkurencji, w 1999 była druga. W jedynce wagi lekkiej triumfowała w 1997.